# Munseyella melzeri
Munseyella melzeri är en kräftdjursart som beskrevs av Brouwers 1990. Munseyella melzeri ingår i släktet Munseyella och familjen Pectocytheridae. Inga underarter finns listade i Catalogue of Life.